# Dicranota vajra
Dicranota vajra är en tvåvingeart som beskrevs av Alexander 1961. Dicranota vajra ingår i släktet Dicranota och familjen hårögonharkrankar. Inga underarter finns listade i Catalogue of Life.